# Saint Bonaventure University
La Saint Bonaventure University è un'università cattolica privata con sede ad Allegany, nello stato di New York.
Fu fondata nel 1858 da una comunità di frati minori francescani guidata da Panfilo da Magliano con l'aiuto del finanziere di Utica Nicholas Devereux e del  vescovo di Buffalo, John Timon.
Il college ha ottenuto il titolo di università nel 1958.

## Pubblicazioni
La Franciscan Institute Publications, casa editrice del Franciscan Institute, pubblica la rivista teologica annuale Franciscan Studies.